# Охајо Сити (Охајо)
Охајо Сити (енгл. Ohio City) град је у америчкој савезној држави Охајо.

## Демографија
По попису из 2010. године број становника је 705, што је 79 (-10,1%) становника мање него 2000. године.
| Група             | 2000.       | 2010.       |
| Белци             | 758 (96,7%) | 673 (95,5%) |
| Афроамериканци    | 1 (0,1%)    | 0 (0,0%)    |
| Азијати           | 1 (0,1%)    | 1 (0,1%)    |
| Хиспаноамериканци | 15 (1,9%)   | 27 (3,8%)   |
| Укупно            | 784         | 705         |